# Гликман, Дэниел
Дэниел Роберт Гликман (англ. Daniel Robert Glickman; род. 24 ноября 1944) — американский политик, член Демократической партии, министр сельского хозяйства США с 1995 по 2001 год.

## Биография
Работал в Комиссии по ценным бумагам и биржам (1969—1970).
С 1973 по 1976 год — президент школьного совета Уичито.
Гликман был членом Палаты представителей с 1977 по 1995 год.
Возглавлял Комитет по разведке Палаты представителей (1993—1995)
Директор Института политики Гарвардского университета (2002—2004).